# 米特·羅姆尼
威拉德·米特·羅姆尼（Willard Mitt Romney，1947年3月12日—）是美国商人和政治人物，曾任猶他州聯邦參議員、第70任马萨诸塞州州长，亦是2012年美国总统选举的共和党提名候选人，敗於尋求連任的巴拉克·歐巴馬。米特·罗姆尼曾经担任管理顾问公司貝恩策略顧問公司的首席执行官，与人合伙创办了投资公司貝恩資本。除此之外，他还担任过2002年冬季奥林匹克运动会的首席执行官。他是一名耶穌基督後期聖徒教會的成員。
在2020年和2021年，他兩度支持彈劾川普的總統職務。

## 生平

### 早年
米特·羅姆尼之父喬治·羅姆尼曾經擔任過密西根州州長、住發部部長，並參加過1968年美國總統選舉，在共和黨提名一戰，敗於理查·尼克松；其母蘭諾·羅姆尼竞选过1970年美国参议員。
在斯坦福大学进修两个学期后，他去了法国，为耶穌基督後期聖徒教會做了30个月的传教士，因此之故，他至今也可以說得一口流利法語，他因此沒有在越戰期間服兵役。回国后，他进入杨百翰大学，并于1971年毕业。1975年，从哈佛大学商学院和法学院取得工商管理硕士和法律博士（JD）学位。他在学校期间，学业成绩出众。
角逐商场
从哈佛毕业后，罗姆尼加入波士頓顧問集團。1978年至1984年，他成为另一家管理顾问公司貝恩策略顧問公司的副总裁。1984年他与人合伙开办了投资公司貝恩資本。在他领导这家公司的14年间，该公司的年投资回报率为113%，通过控股并购发财。
1990年他被召回面临财务困境的Bain & Company。一年之后就扭亏为盈。1998年，罗姆尼离开该公司，进入盐湖城2002年冬季奥林匹克运动会组委会。
2002年盐湖城冬季奥运会
1999年，盐湖城冬季奥运会组委会面临3亿7千9百万美元预算缺口，不得不紧缩赛事规模以应付财务危机。因申办奥运会传出的行贿丑闻，组委会主席Frank Joklik及副手被迫辞职。
1999年2月11日，罗姆尼临危受命，被聘为奥运会组委会主席和行政總裁。他大幅改组了组委会，增加筹款，削减开支。
九一一袭击事件之后，2002年盐湖城冬季奥运会是九一一事件的第一个奥运会，他致力令奥运会在恐怖襲擊的威脅下，仍然能夠順利舉行。他为此支付了3亿美元的保安经费。不计其他拨款来源的2亿美元保安费，奥运会最终取得1亿美元的盈余。罗姆尼为本届奥运会捐款100万美元，并将自己出任组委会行政總裁所得薪水82万5千美元捐给慈善机构。

### 從政
1994年美國中期選舉，他代表共和黨參選麻薩諸塞州聯邦參議員，雖然在共和黨革命的形勢下，他敗給當時仍然很受歡迎、民主黨的愛德華·肯尼迪。

#### 麻州州长

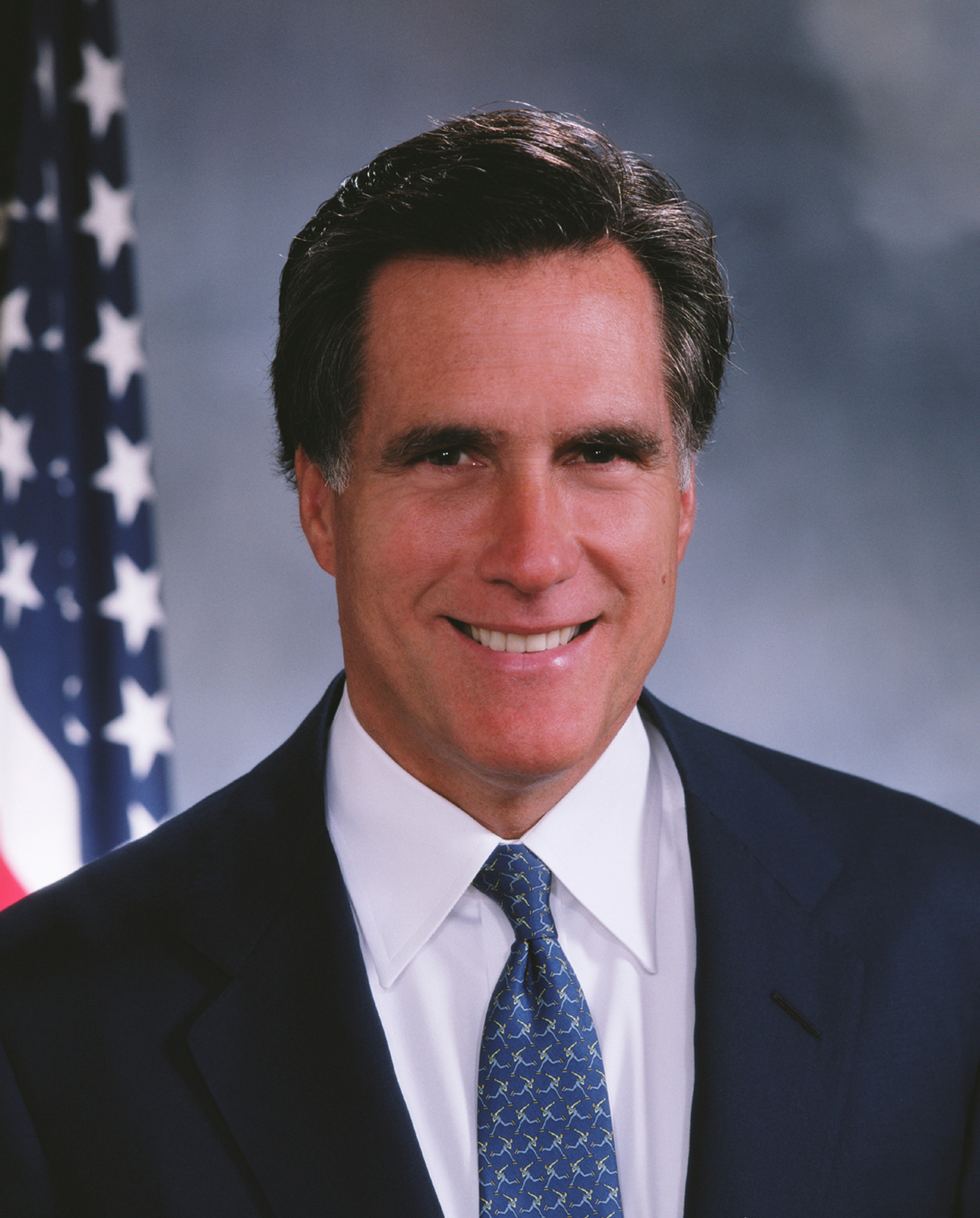
罗姆尼州长時期官方肖像（2005年）

2002年美國中期選舉，作為共和黨人，他在民主黨人較絕對優勢的麻薩諸塞州成功當選州长，任期四年。
在他擔任州長期間，他致力於推動麻塞諸塞州的醫保改革。此外，麻塞諸塞州於2004年成為首個美國同性婚姻合法化的州份。
2006年，他放棄尋求連任。

#### 2008年總統选举

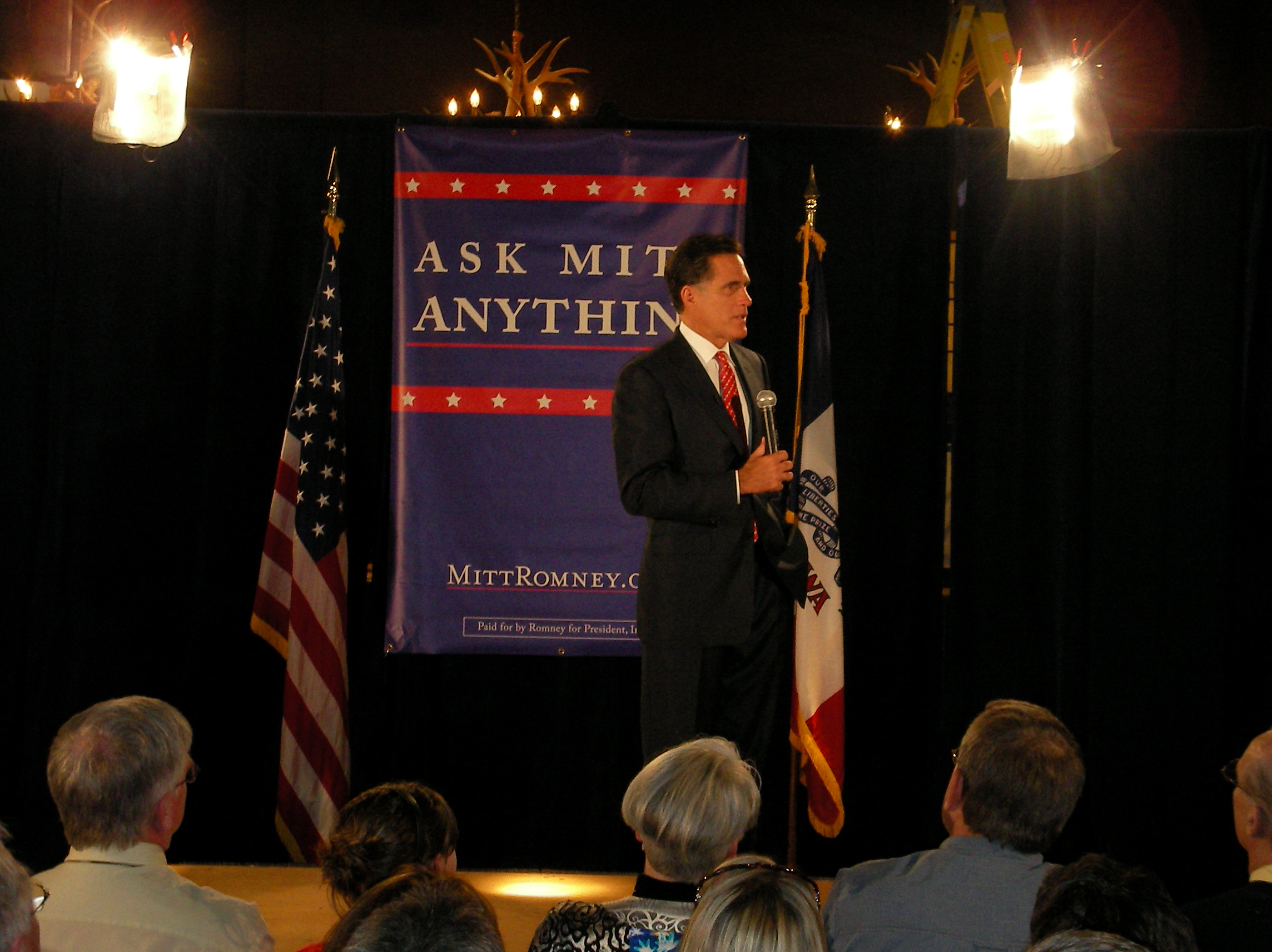
羅姆尼在愛荷華州的競選口號：「問米特任何事」

羅姆尼在共和黨初選中，赢得了他一直擔任州長的馬薩諸塞州以及獲得耶穌基督後期聖徒教會社區支持的猶他州。此外，他還在科羅拉多、明尼蘇達、蒙大拿、北達科他和阿拉斯加領先。羅姆尼於2008年2月7日宣佈退出總統初選。其後他支持共和黨的總統提名人約翰·麥凱恩。

#### 2012年总统选举

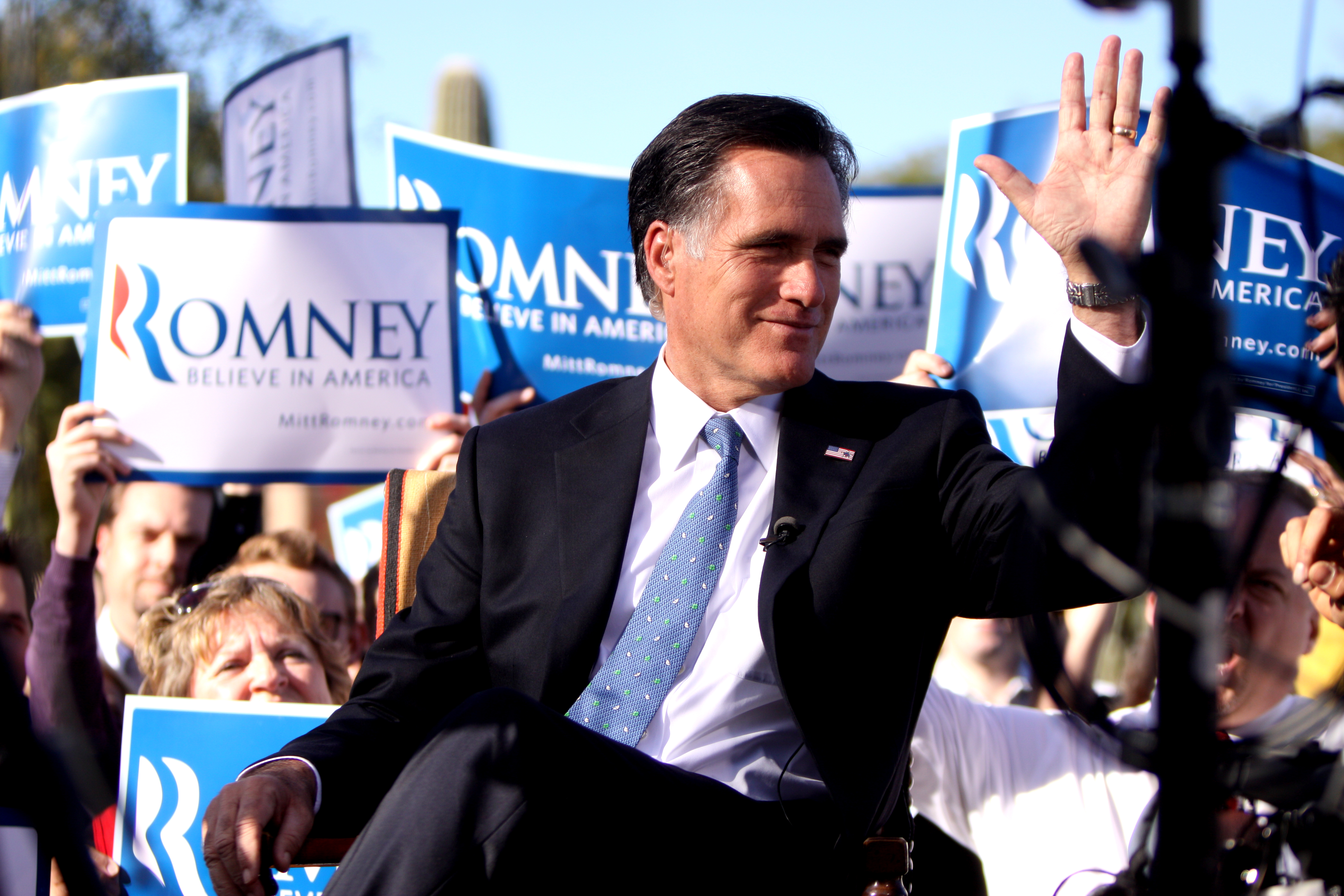
羅姆尼在亞利桑那州的後援會舉行競選活動

2012年8月28日，共和党全国代表大会在坦帕通过投票正式提名罗姆尼与威斯康辛州眾議員保罗·瑞安为总统、副总统候选人，參加2012年美國總統選舉。他亦曾宣布若敗選就永久離開政壇。他一共获得2286张代表票中的2061张，超过获得提名所需的1144张。但最後他們获得206张选举人票及47%的普選票，敗給尋求連任的民主黨巴拉克·歐巴馬總統與副總統喬·拜登（332張选举人票及51%的普選票），羅姆尼承認敗選。
敗選可能因其身家富有而被批評不知道民間疾苦，選舉時他曾經失言聲稱美國有47%的人不用缴“收入稅”，罗姆尼说：“这47%的人会支持奥巴马。他们依赖政府、相信自己是受害者。他们认为政府有责任照顾自己，认定自己有权享受医疗、食品、住房补助。”无党派机构税务政策中心发布的数据显示，46%的美国人2011年无需向联邦政府缴纳个人所得税，其中大多数人缴纳其他种类税款。超过1600万美国老年人得益于政府税收政策，可免缴个人所得税。此外，他無法取得國內少數族裔的認同（少數族裔多數支持民主黨，選舉結果中他只獲得27%拉美裔、7%非裔支持）。

#### 2016年总统选举
傳聞指出罗姆尼計劃參與2016年美國總統選舉，但他否認此事，最終也沒有參加總統選舉。但選舉期間他常批評共和黨總統候選人之一的唐納·川普，川普取得共和黨總統候選人的提名後，他表明拒絕支持川普，亦不會投票給他。
2016年11月9日，川普當選美國總統後，罗姆尼與川普數度會面，他一度被列入川普任命美國國務卿的可能人選，但最終他不獲委任為國務卿。

#### 後續活動
2018年，罗姆尼代表猶他州參選聯邦參議員，成功當選回到參院。
2020年2月5日，参议院就总统特朗普的第一次弹劾進行表決。雖然議案最終被否決，但共和黨參議員當中只有罗姆尼投了川普有罪，他成为美国史上首位倒戈投票支持弹劾本党总统的参议员。
2021年2月13日，参议院就前总统特朗普的第二次弹劾进行表决。这次，全体民主党参议员与包括罗姆尼的七名共和党议员都认为特朗普有罪。
2023年9月13日，罗姆尼宣布不再竞选连任参议员。

## 政策立場
羅姆尼的政治立場在他的政治生涯中有所改變。作為一個共和黨2008年及2012年的總統候選人，羅姆尼在符合傳統保守派的社會問題上已經越來越常表達意見，以迎合傳統保守派的支持，例如他表明反對墮胎及同性婚姻，即使在他擔任州長期間，麻塞諸塞州成為首個美國同性婚姻合法化的州份。
羅姆尼在擔任州長期間，一直是槍支管制立法和執法的堅定支持者，他支持槍支管制的布雷迪法案，對槍支的銷售進行為期5天的等候期，並禁止某些攻擊性武器，他依然支持禁止進攻性武器。不過，羅姆尼同時也支持了一些通過美國來福槍協會和槍支立案行動聯盟的法律。但在2007年競選總統後，羅姆尼也表示，他一直支持美國憲法第二修正案，保護公民擁有武器的權利，以保持和攜帶武器。

## 獎項和榮譽
羅姆尼迄今已獲得五個榮譽博士學位：1999年於猶他大學（商業），2002年於本特利學院（法律），2004年於薩福克大學法學院（公共管理），2007年於希爾斯代爾學院（公共服務），以及2012年於自由大學（人文學科）。諷刺性獎項則有2012年度的笨嘴笨舌獎。